# Dickinson School of Law
La Dickinson School of Law, également connue sous les noms de Penn State Dickinson Law ou Penn State University Dickinson School of Law, est la faculté de droit de l'université d'État de Pennsylvanie. Située à Carlisle, en Pennsylvanie, elle est l'une des deux facultés de droit de l'université, chacune ayant une accréditation distincte. Fondée en 1834 par le juge John Reed, elle est la plus ancienne école de droit en Pennsylvanie et se classe cinquième en termes d'ancienneté parmi les écoles de droit américaines.

## Histoire
La Dickinson School of Law a été fondée en 1834 par le juge John Reed, ce qui en fait la plus ancienne école de droit en Pennsylvanie et la cinquième plus ancienne aux États-Unis. À l'origine, elle faisait partie du Dickinson College, nommé d'après le père fondateur John Dickinson. En 1890, elle a obtenu une charte indépendante et a mis fin à toute affiliation avec le collège en 1917. Parmi ses premiers diplômés figure Andrew Curtin, gouverneur de la Pennsylvanie pendant la guerre civile.

## Campus et Organisation
La faculté est établie sur deux emplacements distincts : le campus d'University Park dans le comté de Centre, et celui de Carlisle. Bien qu'étant sur deux campus, ils fonctionnent comme une seule entité sous une administration unifiée. Le campus d'University Park est le principal campus de l'Université d'État de Pennsylvanie, accueillant plus de 40 000 étudiants. Le campus de Carlisle, situé à environ 130 km au sud-est d'University Park, est le lieu d'implantation original de la faculté de droit. En 2014, Penn State a reçu l'approbation de l'ABA pour exploiter les deux campus comme deux écoles de droit distinctes.

## Réputation
Dans son édition de 2012, le magazine U.S. News & World Report a classé Penn State Dickinson au 60e rang parmi les meilleures écoles de droit du pays. La faculté est également associée à la School of International Affairs, créée par Penn State en 2007. Cette école propose des maîtrises professionnelles en affaires internationales. Parmi les professeurs qui ont marqué les deux écoles, on compte Randall Robinson, avocat et auteur, qui a enseigné à Dickinson à partir de l'automne 2008 jusqu'à son décès en mars 2023.